# Bowers Mountains
Bowers Mountains är en bergskedja i Antarktis. Den ligger i Östantarktis. Nya Zeeland gör anspråk på området. Arean är 12 500 kvadratkilometer.